# Anton Switalla

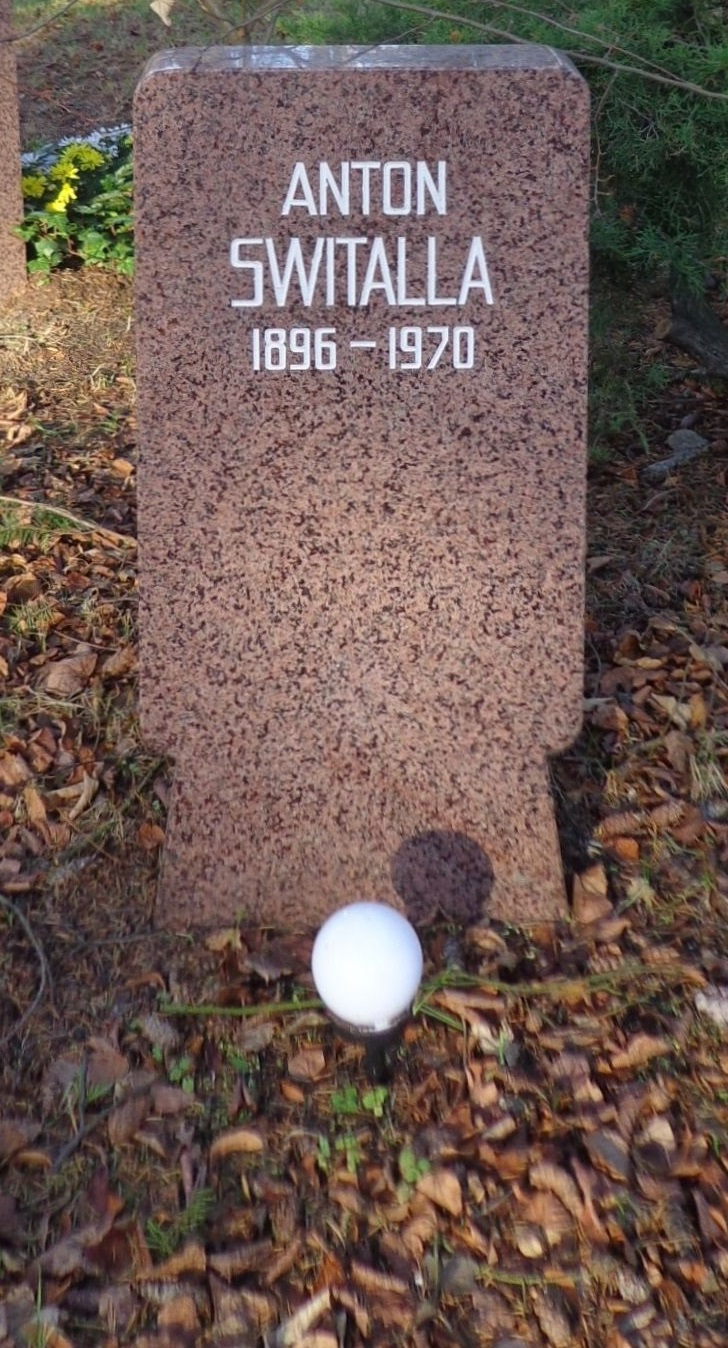
Grabstätte in der Grabanlage Pergolenweg des Berliner Zentralfriedhofs Friedrichsfelde

Anton Switalla, eigentlich Stanislaw Switalla auch Stachus Switalla, (* 6. Oktober 1896 in Koschmin; † 8. April 1970 in Berlin) war ein deutscher Widerstandskämpfer gegen den Nationalsozialismus, Interbrigadist, Funktionär der Kommunistischen Partei Deutschlands (KPD) und später der Sozialistischen Einheitspartei Deutschlands (SED) in der Deutschen Demokratischen Republik (DDR). 
Switalla war Chefinspekteur und Generalmajor der Volkspolizei und von 1959 bis 1964 Leiter der Kaderabteilung des Ministeriums des Innern der DDR.

## Leben

### Kommunist, Spanienkämpfer und Emigrant im Nationalsozialismus
Switalla, Sohn eines Bauarbeiters und einer Landarbeiterin wurde nach dem Besuch der Volksschule 1909 Lehrling in einem Kalibergwerk bei Fallersleben. Von 1912 bis 1915 ging er auf Wanderschaft und arbeitete in verschiedenen Berufen. 1915 bis 1918 kämpfte er im Ersten Weltkrieg an der deutschen Westfront und erwarb den Rang des Gefreiten.
Von 1918 bis 1921 arbeitete Switalla in Hamburg als Schmelzer. 1920 trat er in die Unabhängige Sozialdemokratische Partei Deutschlands (USPD), dann in die KPD ein und wurde Vorsitzender der KPD-Ortsgruppe Schiffbek. 1923 war er als Leiter der Aktionen in Schiffbek maßgeblich am Hamburger Aufstand beteiligt. In dessen Folge wurde Switalla 1924 verhaftet und zu fünf Jahren Festungshaft verurteilt. Bis Dezember 1926 saß er im Gefängnis Gollnow und kam dann aufgrund einer Amnestie frei. 
1927 und 1928 war Switalla Sekretär der KPD-Stadtteilleitung Hamburg-Barmbek, 1928 bis 1931 Sekretär der Unterbezirksleitung Harburg-Wilhelmsburg und 1927 bis 1933 Mitglied der Bezirksleitung der KP Wasserkante. 1929 wurde er wegen „Widerstand gegen die Staatsgewalt“ zu neun Monaten Gefängnis verurteilt und saß diese in Hamburg-Altona ab. 1931 hielt sich Switalla vorübergehend in der Sowjetunion auf und besuchte eine militärpolitische Schule in Moskau. 1932 bis 1933 war er Sekretär der KPD-Leitung des Unterbezirks Altona.
Nach der Machtübernahme der Nationalsozialisten unterstützte Switalla die KPD auch in der Illegalität und wurde politischer Sekretär in Bremen, später im Saarland. 1935 ging er in die Emigration in die Sowjetunion und nahm die sowjetische Staatsbürgerschaft an. Bis 1937 war er Gewerkschaftsinstrukteur für ausländische Arbeiter in einem Lokomotivwerk in Woroschilowgrad. 
Zwischen Juni 1937 und Februar 1939 nahm Switalla als Mitglied der Internationalen Brigaden am spanischen Bürgerkrieg teil. Er war unter anderem Politkommissar einer Offiziersschule in Pozo Rubio.
Nach der Niederlage der republikanischen Kräfte 1939 floh Switalla nach Frankreich und wurde dort verhaftet. Er war bis 1941 in den Lagern Saint-Cyprien, Gurs und Le Vernet interniert. Bis Mai 1943 hielt er sich im Wüstenlager in Djelfa in Algerien auf. 1943 wurde er entlassen, war kurzfristig Mitglied der britischen Armee und emigrierte dann über den Iran erneut in die Sowjetunion. Im Januar 1944 wurde er Seminarleiter der Antifa-Schule des Kriegsgefangenenlagers Nr. 165 in Wjasniki.

### Funktionär in der frühen DDR
Am 6. Mai 1945 kehrte Switalla als Mitglied der Gruppe Sobottka nach Deutschland zurück. Im Dezember 1945 wurde er Generalstaatsanwalt von Mecklenburg. Von 1945 bis 1949 war er Mitglied des Landesvorstandes der KPD/SED und zusätzlich 1946 bis 1950 Erster Sekretär der SED-Kreisleitung in Schwerin. 
1950 ging Switalla zur Volkspolizei und war bis 1952 im Rang eines VP-Inspekteurs stellvertretender Chef der Volkspolizei im Land Sachsen und zuständig für „politische Kultur“. Anschließend war er bis September 1955 stellvertretender Leiter der Politischen Verwaltung in der Hauptverwaltung der Deutschen Volkspolizei (HVDVP) in Berlin. Switalla wechselte 1954 zeitweilig in das Staatssekretariat für Staatssicherheit. Am 30. August 1955 beschloss das Politbüro des ZK der SED, Switalla und Erhardt Hentschel zu Chefinspekteuren der VP zu ernennen. Er war dann bis August 1959 Leiter der Hauptabteilung Personal und bis 1964 im Rang eines Generalmajors Leiter der Kaderverwaltung des Innenministeriums der DDR. 
1964 schied Switalla aus Altersgründen aus seinen Funktionen aus und lebte bis zu seinem Tod am 8. April 1970 in Eichwalde. Seine Urne wurde in der Grabanlage Pergolenweg des Berliner Zentralfriedhofs Friedrichsfelde beigesetzt.
Der Oberst des Ministeriums für Staatssicherheit (MfS) der DDR Eduard Switalla war sein Sohn.

## Ehrungen
- 1955 Vaterländischer Verdienstorden in Bronze (DDR)[3]
- 1964 Vaterländischer Verdienstorden in Gold (DDR)[4]
- 1966 Karl-Marx-Orden (DDR)